# Lauri Pohjanpää

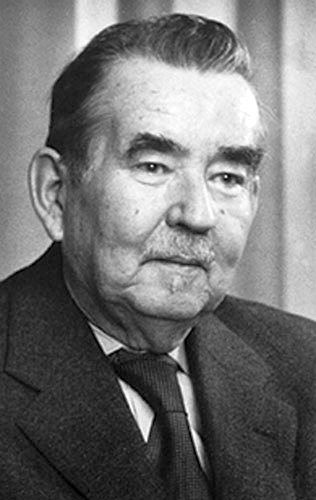
Lauri Pohjanpää.

Lauri Henrik Pohjanpää (till 1906 Nordqvist), född 16 juli 1889 i Helsingfors, död där 2 juli 1962, var en finländsk författare och präst. Han var bror till Arvi Pohjanpää.
Pohjanpää blev filosofie kandidat 1911. Han var 1917–1954 religionslärare i ett finskspråkigt läroverk i Helsingfors och 1939–1956 ledare för det finska församlingsarbetet på Drumsö.
Han utgav dikt- och novellsamlingar, skådespel, romaner, barnböcker, religiösa skrifter med mera. Högst nådde han dock i sina djurfabler, bland annat samlingarna Metsän satuja ja muita runoja (1924), Kiurun tupa (1930) och Metsän sadut (1953). Hans dikter i urval (Valitut runot) utgavs 1943. Till svenska översattes verket Pyhien saatto kautta aikain (1946, sv. Pilgrimerna, 1954).
Han promoverades till teologie hedersdoktor vid Helsingfors universitet 1955.